# Bronchocela marmorata
Bronchocela marmorata е вид влечуго от семейство Agamidae.

## Разпространение и местообитание
Видът е разпространен във Филипини.
Обитава гористи местности и планини.